# Michael Urbano
Michael Urbano (Sacramento, 19 marzo 1960) è un batterista, programmatore e produttore discografico statunitense.

## Biografia
Inizia la sua carriera nel 1987 suonando con i Bourgeois Tagg.
Tra il 1995 e il 1999 collabora con John Hiatt per la registrazione di Walk On, Little Head e Crossing Muddy Waters. Lavora anche con Sheryl Crow, Giusy Ferreri, Laura Pausini.
Dopo molte collaborazioni si unisce agli Smash Mouth nell'estate del 1999, sostituendo il primo batterista della band, Kevin Coleman, per tutta la prima parte dell'Astro Lounge tour, per poi essere sostituito per il resto del tour dal batterista Mitch Marine. Solo nel 2000 Urbano si unisce ufficialmente alla band con cui suonerà fino a febbraio 2006, quando deciderà di lasciare il gruppo per “differenze creative”.
Urbano ha collaborato con vari gruppi e artisti: Bourgeois Tagg, The Spent Poets, The Kinetics, Third Eye Blind, Black Lab, Cracker, Paul Westerberg, Chantal Kreviazuk, Red House Painters, Elisa, Willy DeVille. Inoltre ha registrato la batteria in tutti i brani dell'album Bluesugar di Zucchero Fornaciari (1998).
Nel 2006 ha collaborato con i Fischerspooner e ha partecipato ai live dei Cake.
Nel 2007 è iniziata la collaborazione con Luciano Ligabue per la registrazione degli inediti presenti nei best del cantautore italiano: Primo tempo e Secondo tempo. Dal 2008 ha fatto parte della formazione che ha accompagnato il "rocker di Correggio" nei tour italiani ed europei: "European Tour/08", "ElleElle Stadi", "...Sette Notti In Arena", "Orchestra e R'N'R!", "Live 2009", "Solo Rock'n'roll", "Sette notti... non bastano!".
Nel luglio del 2009 è tornato a far parte degli Smash Mouth, continuando però la collaborazione con Luciano Ligabue per la realizzazione del nuovo album Arrivederci, mostro!, la versione acustica Arrivederci, mostro! Tutte le facce del mostro e per il successivo tour "Arrivederci, Mostro!" - Stadi 2010.
Nel 2011 collabora alla registrazione, in California, dell'album di Noemi intitolato RossoNoemi.
Il 16 luglio 2011 partecipa al concerto Campovolo 2.0, durante il quale è stato registrato l'album live Campovolo 2.011, pubblicato il 22 novembre 2011.
Da qui la collaborazione con Luciano Ligabue si fa sempre più forte e impegnativa.
È stato sempre lui il batterista dell'album "Mondovisione" uscito nel 2013, prendendo parte al successivo Tour diviso in 4 parti: "Mondovisione Tour - Piccole Città" (Autunno 2013), "Mondovisione Tour - Stadi" (Estate 2014), "Mondovisione Tour - Mondo" (Autunno 2014), e "Mondovisione Tour - Palazzetti" (Primavera 2015). In totale il Tour era composto da ben 58 date.
Nel 2016 è stato impegnato nell'esclusivo Concerto - Evento "LigaRockPark" andato in scena il 24 e 25 settembre al Parco di Monza, in due serate uniche, che hanno totalizzato più di 150.000 spettatori paganti.
Nel 2016 esce "Made In Italy", il nuovo progetto di Ligabue: un concept album da cui sarà poi tratto un film che uscirà nelle sale a gennaio 2018. Michael Urbano è il batterista sia dell'album di inediti, sia della colonna sonora del film, pubblicata in un album poco dopo l'uscita del film.
Poco dopo, il 27 novembre, ha partecipato al raduno del FunClub "BarMario" di Ligabue.
Sempre nel 2017 intraprende il nuovo Made in Italy Tour con Ligabue, articolato in 52 date totali nei palasport di tutta italia e non. Inizialmente programmato tutto in primavera, dopo la data del 14 marzo è stato posticipato tutto il tour nel periodo autunnale, per un intervento a cui il Rocker di Correggio ha dovuto sottoporsi con urgenza. Michael ha partecipato sia alla prima che alla seconda parte del Tour, per tutte le date.
Dopo il tour, torna in America e collabora con vari artisti, fino a fine 2018: successivamente fa il suo ritorno in Italia, per seguire Ligabue nell'incisione del nuovo Album "Start". Tuttavia nell'album non è lui il batterista principale.
Il 24 aprile 2019 ha annunciato con un post sulla sua pagina Facebook l'abbandono della sua posizione come batterista di Ligabue per dare spazio a nuovi progetti in California, vicino a casa, e per passare più tempo con la propria famiglia, ringraziando tutti i fan e lo stesso Ligabue per le grandissime soddisfazioni avute in tutti questi anni.

## Strumentazione
È un endorser di UFIP per i piatti.
- Bionic Hi-hat 14"
- Bionic Crash 17"/18"/19"/20"
- Class Medium Ride 21"
- Bionic China 18"

## Discografia

### Album
- 1998 - Zucchero Fornaciari - Bluesugar
- 2002 - Elisa - Come Speak To Me (EP)
- 2005 - t.A.T.u. -  Dangerous and Moving
- 2007 - Luciano Ligabue - Primo tempo
- 2008 - Luciano Ligabue - Secondo tempo
- 2009 - Luciano Ligabue - Sette notti in Arena
- 2010 - Luciano Ligabue - Arrivederci, mostro!
- 2010 - Luciano Ligabue - Arrivederci, mostro! Tutte le facce del mostro
- 2011 - Noemi - RossoNoemi
- 2011 - Giusy Ferreri - Il mio universo
- 2012 - Luciano Ligabue - Campovolo 2.011
- 2013 - Luciano Ligabue - Mondovisione
- 2016 - Luciano Ligabue - Made in italy

### Produzioni
- 2001 - The Briefs - Poor and weird
- 2005 - Flipsyde - U.S. History (EP)
- 2005 - Weezer - We Are All on Drugs (EP)
- 2007 - Dj Z-Trip - All Pro Soundtrack

### Co-produzioni
- 2000 - Poe - Haunted

### Mix
- 2005 - Flipsyde - Someday (EP)
- 2005 - Flipsyde - We The People